# La Falaise mystérieuse
Pour les articles homonymes, voir Uninvited.
Pour plus de détails, voir Fiche technique et Distribution.
La Falaise mystérieuse (The Uninvited) est un film fantastique américain réalisé par Lewis Allen, sorti le 10 février 1944 aux États-Unis.
Bien que ce film se situe entre les domaines du fantastique et de l'horreur, l'usage des effets spéciaux demeure limité, de sorte que son côté fantastique et merveilleux reste suggéré ; même si un fantôme fait une courte apparition pendant les quelques minutes qui précèdent la fin du film.
Pour avoir contribué à ce film, le photographe Charles B. Lang Jr a été nommé dans la catégorie Oscar de la meilleure photographie, lors de la 17e cérémonie des Oscars, mais il n'a pas obtenu la récompense qui a été remise à Joseph LaShelle pour Laura, film sorti la même année.

## Synopsis
Au cours d'un séjour dans les Cornouailles en Angleterre, le compositeur Roderick Fitzgerald (Ray Milland) et sa sœur Pamela (Ruth Hussey) font, ensemble, l'acquisition pour une somme dérisoire, d'une superbe maison surplombant la mer depuis une falaise, auprès d'un vieil homme propriétaire des lieux qui vit, avec sa ravissante petite-fille âgé de 20 ans, Stella (Gail Russell), dans une maison située dans le voisinage. Curieusement, leur terrier, Bobby, s'enfuit de la maison et le chat de la gouvernante refuse de monter à l'étage. Stella, tenue éloignée de cette maison par son grand-père (sa mère serait morte en tombant de la falaise) est persuadée que sa mère défunte hante les lieux.
Les nouveaux propriétaire s'installent rapidement dans cette maison, mais dès la première nuit, leur sommeil est troublé par les sanglots mystérieux d'une femme. Fitzgerald, amoureux de la jeune Stella, sa sœur Pamela et le médecin du village vont dénouer les fils d'un mystère où se mêlent de vrais fantômes, des passions amoureuses tumultueuses et un crime, offrant un dénouement inattendu.

## Fiche technique
- Titre : La Falaise mystérieuse
- Titre original : The Uninvited
- Réalisation : Lewis Allen, assisté de Charles C. Coleman et d'Hal Walker (tous deux non crédité)
- Scénario : Dodie Smith et Frank Partos d'après le livre de Dorothy Macardle
- Production : Buddy G. DeSylva
- Musique : Victor Young
- Photographie : Charles Lang
- Effets visuels : Farciot Edouart et Gordon Jennings (non crédité)
- Montage : Doane Harrison
- Pays d'origine : États-Unis
- Format : Noir et blanc - 1,37:1 - Mono
- Genre : Fantastique, horreur
- Durée : 99 minutes
- Date de sortie : 1944

## Distribution
- Ray Milland : Roderick Fitzgerald
- Ruth Hussey : Pamela Fitzgerald
- Donald Crisp : Commander Beech
- Gail Russell : Stella Meredith
- Cornelia Otis Skinner : Miss Holloway
- Dorothy Stickney : Miss Bird
- Barbara Everest : Lizzie Flynn
- Alan Napier : Dr. Scott

Acteurs non crédités :
- Moyna MacGill : Mme Coatsworthy
- Ivan F. Simpson : Will Hardy
- Elizabeth Russell.

## Production
Tourné en 1944, l'action se passe en réalité en 1937.
On parle de la production de ce film dans L’Imaginaire du temps dans le fantastique et la science-fiction de Danièle James-Raoul et Gérard Peylet aux Presses Universitaires de Bordeaux en 2011.
C'est le deuxième film réalisé par Lewis Allen après Freedom Comes High.

## Autour du film
Le scénario de ce film est l'adaptation d'un roman écrit par la romancière irlandaise et militante républicaine, Dorothy Macardle, et dont le titre, dans sa langue originale est : The Uninvited, publié en 1942, soit deux ans avant la sortie du film.
Ce film est le meilleur réalisé par Lewis Allen.
La chanson Stella by Starlight, écrite d'après la musique originale du film, est devenue un standard de Jazz évoquant aussi une certaine mélancolie,,.
Le film est aussi un tournant dans le fantastique en traitant de façon sérieuse et remarquablement faite les histoires de fantômes, la Paramount n'étant pas coutumière de ce genre,qui reste malgré tout anxiogène.
Le film est ressorti en dvd en 2016,.
Cette année 1944 est particulièrement riche en termes de films parlant de maisons hantées avec la sortie également entre autres de The Curse of the Cat People le mois suivant, puis de L'Auberge fantôme (en anglais : The Halfway House) ainsi que Le Fantôme de Canterville (film, 1944) sorti cette même année 1944.